# 國王警察獎章
國王警察獎章（英語：King's Police Medal，縮寫KPM），是一款適用於英國和英聯邦的獎章，專門授予行為英勇或表現傑出的警務人員。由1969年7月20日起，所有獲勳人士獲官方正式批准可以在姓名後加上縮寫「QPM」（2022年起改為KPM），以作標識。
國王警察獎章的前身是在1909年7月7日透過《英廷委任狀》設立的英王警察獎章（英語：King's Police Medal，縮寫KPM），最初用以頒授予在托定咸暴力事件中表現英勇的警務人員。該獎章在1940年為英王警消部門獎章（英語：King's Police and Fire Services Medal，縮寫KPFSM）所取代，復於1954年5月19日由女王（2022年起改為國王）警察獎章所代替。

## 注腳
1. ↑  . London Gazette. 29 December 1936: 3333–3336  [2009-02-04].
2. ↑  . London Gazette. 9 July 1909: 5281–5282  [2009-02-04].
3. ↑  . BBC. 23 January 2009  [2009-02-05]. （原始内容存档于2009-02-15）.

## 外部連結
- ODM（页面存档备份，存于） of the UK
- Stephen Stratford medal page